# José Manuel Otxotorena Santacruz
José Manuel Otxotorena Santacruz (Sant Sebastià, Guipúscoa, 16 de gener de 1961) és un exfutbolista basc, que jugava com a porter. Va ser internacional amb la selecció espanyola.
El seu primer equip va ser el Reial Madrid; actualment és entrenador de porters del València CF.

## Carrera esportiva

### Com a jugador
Va començar la seva carrera en el filial del Reial Madrid. Arran d'una vaga dels futbolistes de professionals, va debutar en el primer equip del Reial Madrid en la Primera divisió espanyola el 1982, en un partit contra el CE Castelló.
La temporada 1984/85 va passar a formar part del primer equip del Reial Madrid com a porter suplent de Miguel Ángel, encara que va jugar de titular la final de la Copa de la Lliga d'eixe any, guanyada pel club blanc a l'Atlètic de Madrid. La temporada següent, amb la retirada de Miguel Ángel, va passar a ser el porter titular, encara que es va perdre una part del campionat per lesió.
La temporada 1986/87, Buyo el va desplaçar de la titularitat. A més de la citada Copa de la Lliga, amb el Reial Madrid va guanyar tres lligues i dues Copes de la UEFA, encara que pràcticament sense jugar. Davant la falta d'oportunitats, l'estiu de 1988 va fitxar pel València CF, on arribaria al seu millor nivell.
La seva millor temporada va ser la 89/90, en la qual el València CF va ser subcampió de lliga, sent Otxotorena el porter menys golejat del campionat. Aqueixa mateixa temporada el seu bon rendiment li va obrir les portes de la selecció espanyola, amb què va acudir al Mundial de 1990. Des de llavors va començar el seu declivi. Va perdre la titularitat en el València CF en la recta final de la temporada 1990/91. Després d'un any en blanc, va abandonar el club l'estiu de 1992.
Abans de retirar-se el 1996 va passar perl CD Tenerife, el CD Logroñés i el Racing de Santander, i de retorn al CD Logroñés, després d'un any en blanc, com a entrenador de porters i amb fitxa de jugador, on va ser convocat en algun partit. En la seva primera etapa com a porter del CD Logroñés va tornar a demostrar la seva vàlua com a porter i va rebre un trofeu al millor jugador de l'equip, encara que les seves lesions en el genoll i una commoció cerebral en un partit contra la Reial Societat no li van deixar disputar més de 20 partits.

### Selecció
Amb la selecció de futbol d'Espanya ha estat internacional en una ocasió. Va ser en un partit amistós contra Polònia disputat el 20 de setembre de 1989 a La Corunya. Va ser un debut més aviat simbòlic, ja que Otxotorena només va saltar al camp per a jugar els últims 10 minuts del partit.
Va ser un dels integrants de la Selecció d'Espanya que va participar en el Mundial d'Itàlia 90, com a porter suplent d'Zubizarreta.

### Com a entrenador
Després de retirar-se, va tornar al València CF per a convertir-se en entrenador de porters, compaginant aquesta mateixa activitat en la selecció espanyola. Posteriorment va marxar al Liverpool FC de la lliga anglesa, equip al que va arribar a l'estiu de 2004 de la mà de Rafael Benítez. En l'estiu de 2007 ha tornat al València CF per a desenvolupar les mateixes funcions.

## Palmarès
- Copa de la Lliga (1985)
- Lliga espanyola (1986-1987-1988)
- Copa de la UEFA (1985-1986)
- Trofeu Zamora (1989)